# Christiaan de Wet
Christiaan Rudolf de Wet (Smithfield, 7 ottobre 1854 – Klipfontein, 3 febbraio 1922) è stato un generale e politico sudafricano.
Originario dello Stato Libero d'Orange, divenne famoso durante la seconda guerra boera nel corso della quale si dimostrò, alla guida dei commando boeri, uno dei capi più abili. Temuto dai britannici e praticamente inafferrabile, divenne il comandante militare maggiormente esperto ed efficace nelle tattiche di guerriglia che misero in grande difficoltà per quasi due anni le forze britanniche impegnate nella guerra.
Nazionalista afrikaner e irruducibile avversario dei britannici, durante tutta la sua vita perseguì lo scopo dell'indipendenza della nazione bianca boera, entrando anche in forte contrasto con i suoi vecchi colleghi della guerra contro l'Impero.

## Biografia
Christiaan Rudolph de Wet nacque nella fattoria di Leeukop vicino a Smithfield, il 7 ottobre 1854 dal matrimonio tra Jacobus de Wet e Aletta Strydom. Nel 1873 si è sposato con Cornelia Kruger, da cui ebbe sedici figli. Nel 1877 quando il Transvaal fu annesso dagli inglesi, De Wet si trasferì nel distretto di Vredefort. Si trasferì successivamente a Rietfontein nel distretto di Heidelberg nel 1880.

### Prima guerra boera
De Wet aveva ventisette anni quando scoppiò la prima guerra anglo boera. Egli partecipò alla guerra durante le battaglie di Laing's Nek, Ingogo, Majuba Hill.
Nel 1882 una volta restaurata la Repubblica del Transvaal, con la famiglia si trasferì presso Suikerboskop nel distretto di Lydenburg.

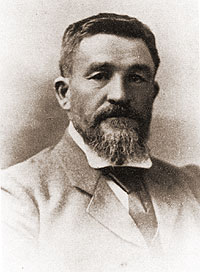
Christiaan De Wet.

Nel 1885 fu eletto nel Volksraad del Transvaal, ma partecipò ad una sola riunione in quanto era deciso a riacquistare la fattoria, Nuwejaarsfontein, appartenuta a suo padre e trasferirsi nello Stato Libero dell'Orange. Nel 1889 viene eletto presso il Volksraad dello Stato Libero dell'Orange, carica che mantenne fino al 1898. Nel 1896 si trasferisce a Rooipoort nei pressi di Heilbron.

### Seconda guerra boera
Nel settembre del 1899, De Wet, acquistò il suo famoso cavallo arabo dal manto bianco che lo accompagnerà in tutte le battaglie della Seconda guerra boera.
Il 2 ottobre 1899, De Wet e i suoi figli si arruolarono nel reggimento Heilbron sotto il comando di Lucas Steenkamp. Quando Steenkamp si ammalò, De Wet fu promosso comandante al suo posto e sconfisse le truppe inglesi, con soli trecento uomini, durante la battaglia di Nicholson’s Nek  (30 ottobre 1899).
Nel dicembre 1899 viene nominato, dal Presidente Steyn, generale da campo sotto il comando del generale Cronje. Insieme al generale De la Rey tentò inutilmente di convincere Cronje di passare all'offensiva contro le truppe inglesi. Cronje venne bloccato dalle truppe comandate da Lord Roberts durante la battaglia di Paardeberg. De Wet insieme a De la Rey riuscirono a liberare i comandanti J. Potgieter e C.C. Froneman, ma non riuscirono ad aiutare il generale Cronje che si arrese il 27 febbraio 1900. Il 7 marzo 1900 a Poplar Grove e il 10 marzo a Driefontein cercò di contenere, senza risultato, l'avanzata britannica verso la città di Bloemfontein (capitale dello Stato Libero dell'Orange), che venne occupata il 13 marzo 1900.

#### Guerriglia
A questo punto decise di disperdere i suoi uomini con l'ordine di ritrovarsi il 25 marzo presso il fiume Sand per intraprendere le azioni di guerriglia.
Il 31 marzo 1900 De Wet sconfisse il generale di brigata Broadwood a Sannaspos nei pressi di Bloemfontein e catturò un convoglio di 116 carri. Il 7 giugno dello stesso anno attaccò la stazione di Roodewal e catturò approvvigionamenti destinati all'esercito inglese per il valore di mezzo milione di sterline.

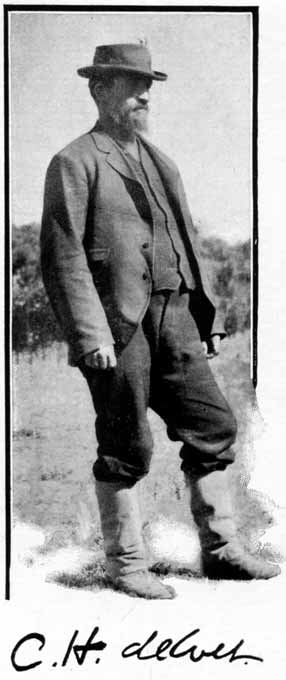
Christiaan De Wet nel 1900.

Al fine di contrastare le azioni di guerriglia di De Wet, gli inglesi inviarono 15.000 uomini presso la città di Bethlehem. I boeri opposero una strenua resistenza, ma alla fine dovettero ritirarsi presso il bacino del Brandwater. Il 15 luglio, De Wet, Steyn ed i rappresentanti dello Stato Libero dell'Orange fuggirono dalle truppe inglesi che attaccarono il bacino di Brandwater. Il generale Prinsloo si dovette arrendere agli inglesi insieme ai suoi 3.500 uomini il 30 luglio 1900. Il generale Roberts pensò che la guerra si potesse concludere con la cattura di De Wet. Avviò una controffensiva su larga scala, denominata “First De Wet Hunt”, utilizzando 50.000 uomini che si misero sulle tracce del generale in tutto il Transvaal, per poi inseguirlo nel Magaliesberg e nel Olifantsnek mettendo a dura prova le proprie truppe (14 agosto 1900). De Wet fu sconfitto dagli inglesi durante le battaglie di Frederickstad (20-25 ottobre 1900) e Doornkraal (6 novembre 1900). Per alleviare la pressione inglese sulla parte orientale dello Stato Libero dell'Orange, De Wet decise di invadere la Colonia del Capo. Il tenente generale Knox a capo di tre colonne di soldati iniziò la caccia a de Wet. Le forti piogge e la piena del fiume Orange mandarono in fumo il piano d'attacco di De Wet che successivamente riuscì ad evitare la cattura sfondando le linee inglesi presso Thaba Nchu (14 dicembre 1900). Alla fine di gennaio 1901 tentò nuovamente di invadere la Colonia del Capo. Le truppe inglesi, con circa 14.000 uomini, cercarono di catturare il generale. De Wet il 10 febbraio 1901 riuscì ad attraversare il fiume Orange ma le forti piogge e la mancanza di cavalli lo costrinsero a ritornare nello Stato Libero dell'Orange (28 febbraio 1901). Questo tentativo, di invasione, si rivelò un totale fallimento per la tattica ormai conosciuta dalle truppe inglesi e che lo portò in futuro solo ad una guerra difensiva. La tattica militare utilizzata dal generale Kitchener si dimostrò inefficace nei confronti di De Wet, che sconfisse le truppe inglesi durante la battaglia di Groenkop (25 dicembre 1901). Nel mese di marzo del 1902 le incursioni di De Wet si accentrarono nella regione occidentale dello Stato Libero dell'Orange.

#### Sconfitta boera e il trattato di pace
La tattica militare, chiamata dagli inglesi, "terra bruciata" e le condizioni delle donne e dei bambini internati nei campi di prigionia inglesi portarono i boeri alla trattativa di pace. De Wet al raduno dei delegati delle forze boere a Vereeniging sostenne che era pronto a portare avanti ad oltranza la guerra contro gli inglesi. Dopo ulteriori trattative De Wet firmò il trattato di pace in qualità di presidente ad interim dello Stato Libero dell'Orange (29-31 maggio 1902).

### Dopoguerra
Nel mese di luglio 1902, De Wet partì per l'Europa con De la Rey e Botha alla ricerca di fondi per le vedove e gli orfani impoveriti dalla guerra. Durante il viaggio a bordo del Saxon, De Wet scrisse le sue memorie di guerra nel libro De Strijd tusschen Boer en Brit , con la collaborazione del reverendo Kestell.

Tornato in Sudafrica, fu un membro fondatore della Unie Orangia (Orange Union Party), e una volta acquisita l'indipendenza governativa fu eletto Ministro dell'Agricoltura della Orange River Colony (1907). Fu un delegato della Convenzione Nazionale nel 1908-09 in cui si decise la Costituzione dell'Unione Sudafricana. Si ritirò dalla vita politica nel 1910 e andò a vivere nella sua fattoria (Allanvale) vicino a Memel.

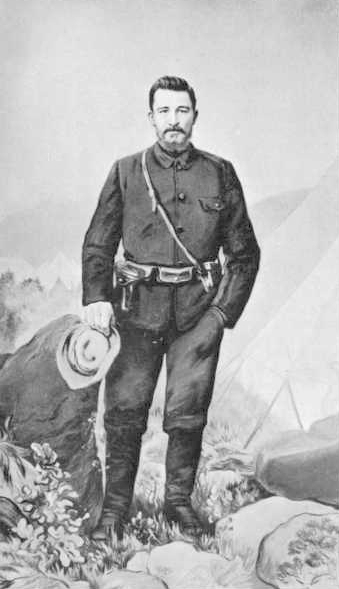
Christiaan De Wet

### Opposizione alla prima guerra mondiale
Allo scoppio della prima guerra mondiale, De Wet, De la Rey, Beyers, Kemp si opposero all'invasione dell'Africa del Sudovest (l'attuale Namibia) e alla politica di Botha a favore degli inglesi.

### Rivolta boera
La morte di De la Rey e la dichiarazione della legge marziale, causarono l'inizio della rivolta boera. Il generale Maritz disertò e si unì alle truppe tedesche dell'Africa del Sudovest. I ribelli male equipaggiati e male armati furono ben presto sopraffatti dalle truppe governative di Botha. Il figlio di De Wet, Danie, e molti altri boeri, rimasero uccisi l'8 novembre 1914 durante uno scontro con le truppe governative a Doornberg. De Wet vista l'impossibilità di proseguire la rivolta ordinò ai suoi uomini di accettare le condizioni di resa proposte da Botha che includevano l'amnistia. Lui e altri fedelissimi tentarono di raggiungere il generale Maritz in Africa del Sudovest.

#### Cattura e prigionia
Il 30 novembre 1914 un informatore comunicò al colonnello G.F. Jordaan che De Wet e i suoi uomini, oramai sfiniti, si erano nascosti a Waterbury nei pressi di Vryburg. Il generale Coen Brits partì immediatamente con una colonna di automobili. Per la prima volta, nella sua vita, De Wet venne catturato. Nel momento in cui capì di essere stato catturato da truppe boere disse con un sorriso ironico "Bene, ringrazio Dio per questo. Allora gli inglesi non mi hanno catturato!". Fu rinchiuso, insieme ad altri ribelli nella prigione di Johannesburg e dopo sei mesi condannato, con l'accusa di alto tradimento, a sei anni di carcere e ad una forte ammenda pecuniaria che fu pagata attraverso una sottoscrizione volontaria. Dopo sei mesi di carcere, che compromisero il suo stato di salute, ricevette la grazia ed uscì di prigione.

#### Scarcerazione
Poco dopo la sua scarcerazione, De Wet, si trasferì, per alcuni anni a Edenburg. Poi si trasferisce per l'ultima volta alla fattoria Klipfontein, vicino Dewetsdorp. Anche se povero ed invecchiato, il suo spirito rimase sempre forte tanto che molti boeri si recarono presso la sua casa per rendergli omaggio. A causa della sua malattia le apparizioni pubbliche furono molto sporadiche. In una di queste rese omaggio al suo amico e compagno d'armi Steyn, morto il 28 novembre 1916, con un forte discorso durante l'orazione funebre. Con il passar degli anni politicamente divenne un moderato con aperture verso gli inglesi ma non perdonò mai le persone che collaborarono con loro durante la guerra anglo-boera.

### Morte
Le condizioni di salute di De Wet con il passar del tempo peggiorarono. Morì nella sua casa il 3 febbraio 1922. Il generale Smuts che nel frattempo era diventato Primo Ministro inviò un telegramma alla moglie in cui vi era scritto "Oggi è morto un principe e un grande uomo". Venne sepolto dopo i funerali di stato a Bloemfontein, vicino al presidente Steyn e a Emily Hobhouse ai piedi del monumento che ricorda le donne e i bambini morti nei campi di prigionia (National Women’s Memorial). Durante il centenario della sua nascita fu inaugurata una statua in bronzo davanti al parlamento dello Stato Libero dell'Orange a Bloemfontein.